# Diocesi di Jericó
La diocesi di Jericó (in latino Dioecesis Iericoënsis) è una sede della Chiesa cattolica in Colombia suffraganea dell'arcidiocesi di Medellín. Nel 2021 contava 232.790 battezzati su 235.000 abitanti. È retta dal vescovo Noel Antonio Londoño Buitrago, C.SS.R.

## Territorio

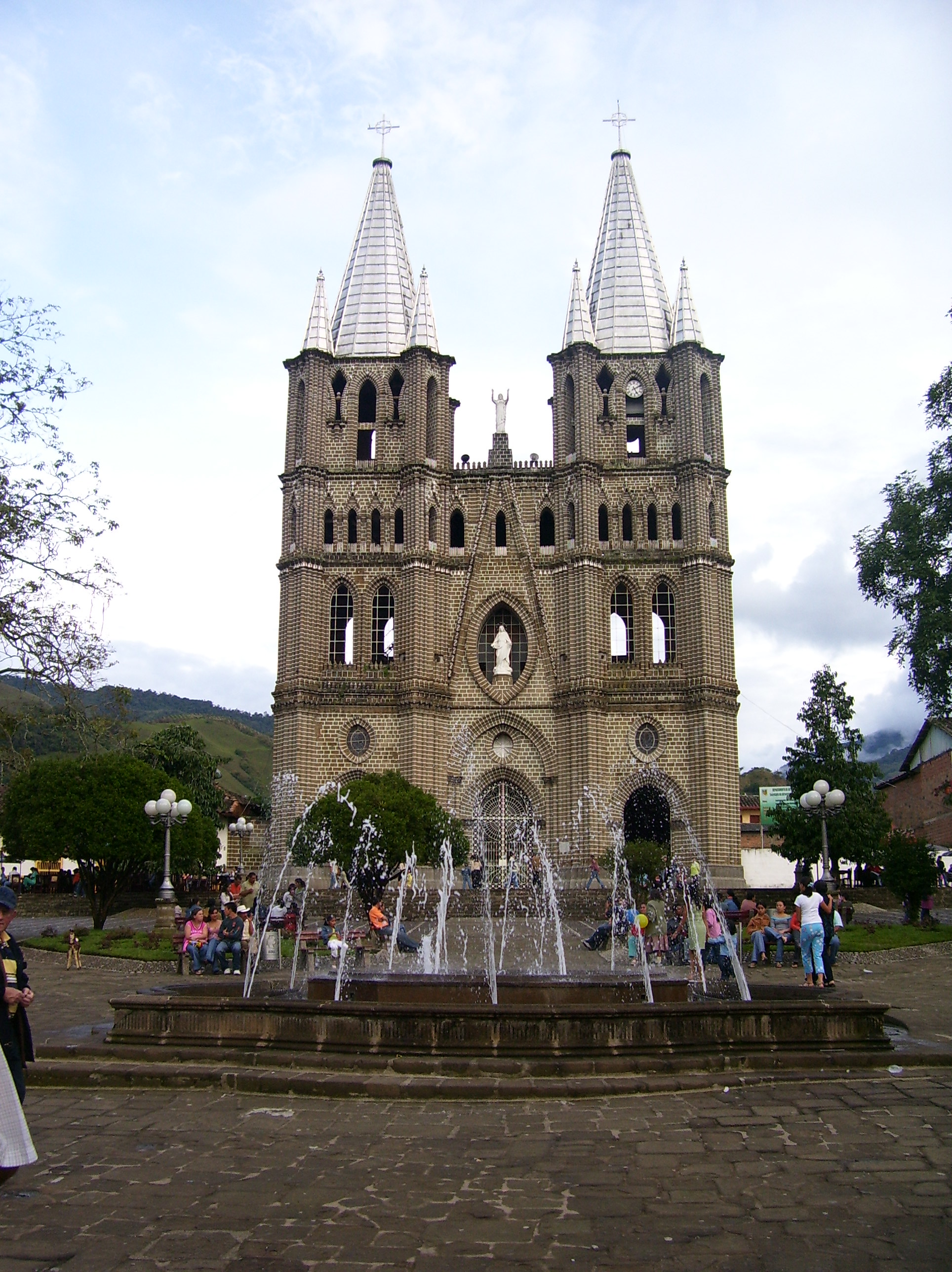
La basilica minore dell'Immacolata Concezione di Jardín.

La diocesi comprende 15 comuni nella parte sudoccidentale del dipartimento colombiano di Antioquia: Andes, Betania, Betulia (eccetto il distretto di Altamira, che appartiene all'arcidiocesi di Santa Fe de Antioquia), Ciudad Bolívar, Caramanta, Concordia, Hispania, La Pintada, Jardín, Jericó, Pueblorrico, Salgar, Tarso, Támesis e Valparaíso.
Sede vescovile è la città di Jericó, dove si trova la cattedrale di Nostra Signora della Mercede. A Jardín sorge la basilica minore dell'Immacolata Concezione.
Il territorio si estende su una superficie di 3.000 km² ed è suddiviso in 30 parrocchie, raggruppate in 4 vicariati: Nuestra Señora de las Mercedes, San Pablo, San Pedro, San Juan Bautista.

## Storia
La diocesi di Jericó fu eretta il 29 gennaio 1915 con la bolla Universi Dominici Gregis di papa Benedetto XV, ricavandone il territorio dalla diocesi di Antioquia (oggi arcidiocesi di Santa Fe de Antioquia); la nuova diocesi fu resa suffraganea dell'arcidiocesi di Medellín.
Nel 1916 fu inaugurato il seminario, dedicato a san Giovanni Eudes e affidato alla Congregazione di Gesù e Maria (padri eudisti).
Il 5 febbraio 1917 con la bolla Quod Catholicae Religionis fu unita aeque principaliter alla diocesi di Antioquia e contestualmente si ingrandì con il territorio di El Carmen appartenuto alla prefettura apostolica di Chocó. La bolla stabilì che sede delle due diocesi unite fosse la città di Jericó. L'unione aeque principaliter fu motivata dal fatto che, con la stessa bolla, la diocesi di Antioquia si ridusse a sole nove parrocchie per l'erezione della diocesi di Santa Rosa de Osos. Inoltre, a metà dello stesso anno 1917 giunse comunicazione che tre di queste parrocchie sarebbero passate alla prefettura apostolica di Urabá, eretta nell'anno seguente.
L'unione aeque principaliter durò fino al 3 luglio 1941, quando, con la bolla Universi Dominici Gregis, papa Pio XII stabilì la separazione delle due diocesi. Contestualmente Jericó cedette una porzione di territorio alla diocesi di Antioquia (Anzá, Caicedo e Urrao).
L'8 aprile 1954 ha ceduto al vicariato apostolico di Quibdó (oggi diocesi) il territorio del comune di El Carmen de Atrato.

## Cronotassi dei vescovi
Si omettono i periodi di sede vacante non superiori ai 2 anni o non storicamente accertati.
- Maximiliano Crespo Rivera † (1915 - 7 febbraio 1917 nominato vescovo di Santa Rosa de Osos) (amministratore apostolico)

- Francisco Cristóbal Toro Correa † (8 febbraio 1917 - 3 luglio 1941 nominato vescovo di Antioquia)[6]
- Antonio José Jaramillo Tobón † (7 febbraio 1942 - 31 marzo 1960 dimesso[7])
- Augusto Trujillo Arango  † (31 marzo 1960 - 20 febbraio 1970 nominato arcivescovo di Tunja)
- Juan Eliseo Mojica Oliveros † (4 giugno 1970 - 26 aprile 1977 nominato vescovo di Garagoa)
- Augusto Aristizábal Ospina † (29 ottobre 1977 - 7 ottobre 2003 ritirato)
- José Roberto López Londoño † (7 ottobre 2003 - 13 giugno 2013 ritirato)
- Noel Antonio Londoño Buitrago, C.SS.R., dal 13 giugno 2013

## Statistiche
La diocesi nel 2021 su una popolazione di 235.000 persone contava 232.790 battezzati, corrispondenti al 99,1% del totale.
| anno | popolazione | popolazione | popolazione | presbiteri | presbiteri | presbiteri | presbiteri                | diaconi | religiosi | religiosi | parrocchie |
| anno | battezzati  | totale      | %           | numero     | secolari   | regolari   | battezzati per presbitero | diaconi | uomini    | donne     | parrocchie |
| ---- | ----------- | ----------- | ----------- | ---------- | ---------- | ---------- | ------------------------- | ------- | --------- | --------- | ---------- |
| 1950 | 250.000     | 250.000     | 100,0       | 84         | 79         | 5          | 2.976                     |         | 6         | 223       | 20         |
| 1966 | 312.000     | 312.000     | 100,0       | 124        | 118        | 6          | 2.516                     |         | 8         | 223       | 30         |
| 1970 | 260.000     | 260.000     | 100,0       | 84         | 82         | 2          | 3.095                     |         | 8         | 255       | 28         |
| 1976 | 240.000     | 240.500     | 99,8        | 74         | 72         | 2          | 3.243                     |         | 3         | 236       | 24         |
| 1980 | 214.000     | 215.000     | 99,5        | 71         | 69         | 2          | 3.014                     |         | 3         | 151       | 29         |
| 1990 | 269.000     | 270.000     | 99,6        | 74         | 72         | 2          | 3.635                     |         | 7         | 167       | 32         |
| 1999 | 208.000     | 210.000     | 99,0        | 84         | 81         | 3          | 2.476                     |         | 3         | 170       | 32         |
| 2000 | 208.000     | 210.000     | 99,0        | 81         | 81         |            | 2.567                     | 1       |           | 170       | 33         |
| 2001 | 208.000     | 210.000     | 99,0        | 79         | 79         |            | 2.632                     | 1       |           | 170       | 33         |
| 2002 | 213.500     | 215.000     | 99,3        | 79         | 79         |            | 2.702                     | 1       |           | 165       | 33         |
| 2003 | 218.000     | 220.000     | 99,1        | 77         | 77         |            | 2.831                     | 2       |           | 165       | 33         |
| 2004 | 228.000     | 230.000     | 99,1        | 76         | 76         |            | 3.000                     |         |           | 167       | 33         |
| 2006 | 234.000     | 237.000     | 98,7        | 76         | 76         |            | 3.078                     | 1       |           | 170       | 33         |
| 2013 | 254.000     | 259.000     | 98,1        | 87         | 87         |            | 2.919                     | 2       |           | 121       | 33         |
| 2016 | 262.951     | 268.000     | 98,1        | 76         | 76         |            | 3.459                     | 2       |           | 106       | 33         |
| 2019 | 226.000     | 228.000     | 99,1        | 85         | 85         |            | 2.658                     | 4       |           | 93        | 33         |
| 2021 | 232.790     | 235.000     | 99,1        | 86         | 86         |            | 2.706                     | 4       |           | 52        | 30         |